# Gordonia borneensis
Gordonia borneensis là một loài thực vật có hoa trong họ Theaceae. Loài này được H.Keng mô tả khoa học đầu tiên năm 1984.